# Воздушно-цинковый элемент
Воздушно-цинковый элемент — гальванический элемент, в котором в качестве анода используется — газовый (воздушный электрод), электролит — водный раствор гидроксида калия (либо растворы хлорида цинка), катод — цинк. Отличается весьма высокой удельной энергоёмкостью (выше чем у литий-ионных аккумуляторов). Широкому распространению препятствует короткий срок эксплуатации, связанный с высыханием электролита, однако ведутся работы по устранению этого недостатка.

## Параметры
- Теоретическая энергоёмкость: 1350 Вт·ч/кг[2]
- Удельная энергоёмкость: более 450 Вт·ч/кг[3][4]
- Удельная энергоплотность(Вт·ч/дм³):
- Максимальная мощность: 5000 Вт/кг[5]
- ЭДС: 1.4-1.45 В[5]
- Рабочая температура: — 20…+35 °C.

| диаметр, мм | высота, мм | МЭК-код | Renata | Varta | Rayovac | Panasonic |
| ----------- | ---------- | ------- | ------ | ----- | ------- | --------- |
| 11,6        | 5,4        | PR44    | ZA675  | V675A | DA675   | PR675     |
| 7,9         | 5,4        | PR48    | ZA13   | V13A  | DA13    | PR13      |
| 7,9         | 3,6        | PR41    | ZA312  | V312A | DA312   | PR312     |
| 5,9         | 3,6        | PR70    | ZA10   | V10   | DA230   | PR230     |

## Химические процессы
На катоде происходит реакция электровосстановления кислорода, продуктами которой являются отрицательно заряженные гидроксид-ионы:
O2 + 2H2O + 4e → 4OH-.
Гидроксид-ионы движутся в электролите к цинковому аноду, где происходит реакция окисления цинка с высвобождением электронов, которые через внешнюю цепь возвращаются на катод:
Zn + 4OH- → Zn(OH)22- + 2e.
Zn(OH)22- → ZnO + 2OH- + H2O.

## Конструкция

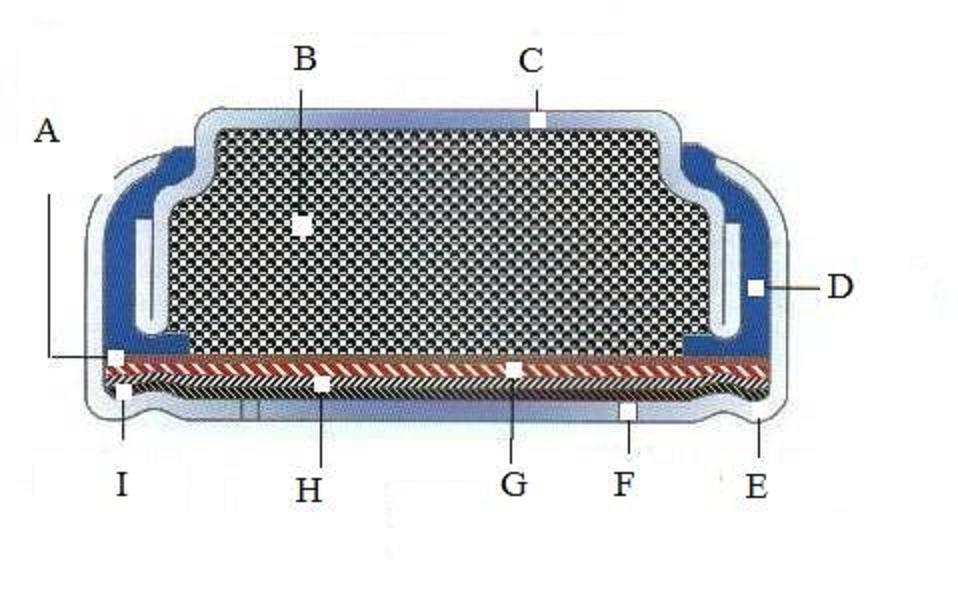
Схема поперечного сечения воздушно-цинкового элемента: A — сепаратор, B — анод (цинковый порошок), C — защитный кожух анода, D — изолятор, E — защитный кожух катода, F — отверстие для воздуха, G — катодный катализатор и коллектор тока, H — слой распределения воздуха, I — полупроницаемая мембрана

Конструкция ячейки воздушно-цинкового элемента включает катод и анод, разделённые щелочным электролитом и механическими сепараторами. В качестве катода используется газодиффузный электрод (gas diffusion electrode, GDE), водопроницаемая мембрана которого позволяет получать кислород из циркулирующего через неё атмосферного воздуха. «Топливом» является цинковый анод, окисляющийся в процессе работы элемента, а окислителем — кислород, получаемый из поступающего через «дыхательные отверстия» атмосферного воздуха.

## Хранение и эксплуатация
Одна из особенностей воздушно-цинкового элемента — относительно большой саморазряд. Однако воздушно-цинковый элемент не разряжается, пока катод не наполнится воздухом. Поэтому при хранении вентиляционное отверстие элементов закрывается герметизирующей наклейкой. На полную мощность элемент выходит приблизительно через минуту после удаления наклейки.

## Области применения
Малогабаритные дисковые элементы применяется для питания слуховых аппаратов.

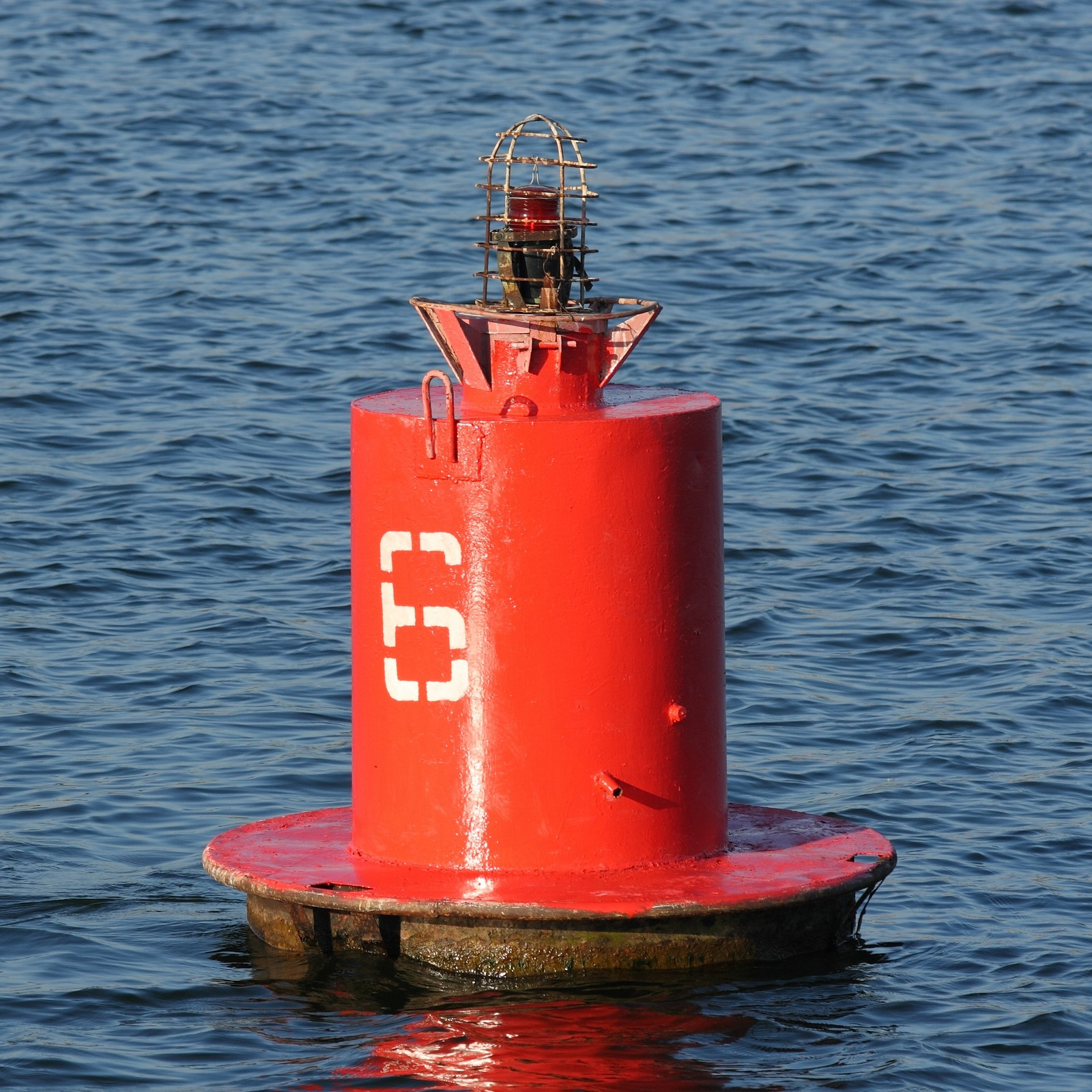
Навигационный буй латеральной системы. Красный фонарь на вершине буя получает питание от батареи воздушно-цинковых элементов «Бакен-ВЦ», размещенной в сухом отсеке внутри буя

На внутренних водных путях СССР и постсоветских стран для питания светосигнальных фонарей навигационных знаков используются батареи воздушно-цинковых элементов семейства «Бакен-ВЦ» емкостью 350—600 А*ч. Для активации батареи нужно сорвать бумажные заглушки с трубок сообщения с атмосферой. Емкости батареи обычно хватает для питания фонаря мощностью около 1 Вт в течение всей навигации.